# Ресурси і запаси міді
Ресурси і запаси міді (рос. ресурсы и запасы меди, англ. copper resources and reserves, нім. Ressourcen f pl und Vorräte m pl an Kupfer) – 

## Загальна характеристика

Світові ресурси міді на континентах оцінюються Геологічною службою США в 1,6 млрд т. Основна їх частина (65%) знаходиться в Північній і Південній Америці, 15% – в Європі, 11% – в Азії, 4,5% – в Африці і 4,5% – в Австралії і Океанії. Ресурси міді в рудних утвореннях на дні океанів до глибини 6000 м становлять 700 млн т при середньому вмісті міді до 1%.
Світові запаси міді розміщені в 95 країнах. Підтверджені запаси 18 країн, в кожній з яких вони перевищують 10 млн т, становлять 85,7% світових. Ще 18 країн володіють підтвердженими запасами менше 10, але понад 1 млн т; їх частка в світових запасах становить лише 10,5%. 
На 2000 р. загальні світові запаси міді оцінювалися у 894,98 млн т, підтверджені – 664, 2 млн т. З них на Американський континент (Чилі, США, Перу) припадає 452,2 млн т (50,5%) загальних і 338,5 (51%) підтверджених запасів, на Азію (Китай, Казахстан, Індонезія і т.д.) – відповідно 264,9 (305) і 192,2 (29%), Африку (Конго, Замбія, ПАР і ін.) підтверджені – 55 млн т (8,3%), Європу (Польща, Болгарія та ін.) – 47,7 млн т (7,2%), Австралію і Океанію – 30,9 млн т (4,7%).
В Австралії розташоване унікальне мідне родовище гідротермального типу Олімпік Дам з запасами 32 млн т. Підтверджені запаси міді Росії, дані про які в цій країні вважаються конфіденційними, оцінюються західними експертами в 20 млн т, загальні – 30 млн т, тобто значна частина розвіданих запасів РФ належить до нерентабельних.
Виділяють дев’ять геолого-промислових типів мідних родовищ, з яких основними є три: міднопорфірові, що становлять 61,9% світових підтверджених запасів; стратиформні в мідистих пісковиках і сланцях (22,5%); мідноколчеданні і колчеданно-поліметалічні (8,4%). Міднопорфірові родовища, що грають головну роль в запасах і видобутку таких країн, як Чилі, США, Перу, Мексика, Індонезія, Іран, Філіппіни і ін., мають великі і гігантські масштаби, відрізняються комплексним складом руд, їх високою технологічністю, придатні для розробки великими кар’єрами або підземними гірничими виробками із застосуванням масового обвалення і використанням потужної техніки. У стратиформних родовищах зосереджені значні запаси міді Замбії, Демократичної Республіки Конго, Польщі, Казахстану, Австралії, Афганістану. Більшість колчеданних родовищ розташована в Канаді, Австралії, Казахстані, Японії, Іспанії. До другорядних геолого-промислових типів родовищ міді відносять: скарнові (3,2% світових підтверджених запасів), мідно-нікелеві магматичні (1,8%), жильні сульфідно-кварцові (1%), міднорудні карбонатитові (0,9), ванадієво-залізо-мідні в габроїдах (0,3%), мідноцеолітові в мигдалекам’яних вулканітах (менше 0,1%).

## В Україні
Прогнозні потреби України в міді на 2005–2010 роки відповідно становитимуть 159,3 і 171,5 тис. т. Україна не має розвіданих запасів мідних руд, але відомо понад 150 рудопроявів міді (найбільше – Прутівське, Волинь), зокрема, можливості виявлення промислових руд пов’язані з самородною мідною мінералізацією у траповій формації Волинського рудного району, де визначилися як найперспективніші Рафалівський та Гірницький рудні вузли. У інтервалі глибин 200–600 м прогнозні ресурси міді категорій Р1+Р2+Р3 складають бл. 28 млн т при середньому вмісті Cu 1%. Супутня мінералізація – золота і платиноїдів. Крім того, перспективними є рудопрояви Донбасу в межах південно-західного крила Бахмутської котловини. Мідноколчеданні рудопрояви поширені у зеленокам’яних вулканічних породах архею у Середньопридніпровському мегаблоці, залізо-мідні рудопрояви – у Криворізько-Кременчуцькій зоні і т.д.